# Вордингборг
Вордингборг (дат. Vordingborg) — город в Дании, на юго-восточном побережье острова Зеландия. Административный центр коммуны Вордингборг. Население — 12 014 человек (2017).

## История
История города связана с королевским замком, построенным в 1160-х годах на месте бывшего поместья. Замок Вордингборг служил военно-морской базой и был частью сети замков, построенных для защиты от вендских пиратов. Как Вальдемар I Великий, так и Вальдемар II, умерли в замке, а Вальдемар IV Аттердаг был похоронен здесь. Позднее замок утратил своё военное значение и в XVI—XVII веках был резиденцией короля. Руины замка и Гусиная башня (дат. Gåsetårnet) стали частью музея Danmarks Borgcenter в 2014 году.
Старейший известный городской устав датируется 1415 годом, но горожане получили торговые права ещё в 1250 году. До открытия Сторстрёмского моста в 1937 году Вордингборг был пунктом переправы паромов в Фальстер из Ореховеда и был относительно небольшим городом.
В 1801 году в городе проживал 931 житель, число которых возросло до 3646 в 1901 году и 11 231 в 1950 году. В Вордингборге с 1889 по 1988 год находилась крупная свинобойня. Кроме того, ряд учреждений оставили свой след в городе, включая окружную больницу, открытую в 1858 году под названием Sindssygehospitalet ved Vordingborg, учительскую семинарию (1882), больницу (1912—1913) и гарнизон (1913).
Строительство железной дороги в 1870 году и электростанции на острове Маснедё в 1940 году также оказало влияние на развитие города.

## Культура
В городе расположен кинотеатр «Caféen», открытый в 1942 году. Из ежегодных культурных мероприятий в городе проходит Вордингборгский фестиваль.